# Onorio di Brescia
Onorio (Brescia, ... – VI secolo) fu vescovo di Brescia nella seconda metà del VI secolo, viene venerato come santo dalla Chiesa cattolica.

## Agiografia e culto
È menzionato nel 585, ma non si hanno notizie del suo episcopato.
Le sue spoglie furono riposte nella cripta della chiesa di Santa Maria in Silva, oggi chiesa dei Santi Faustino e Giovita a Brescia. Con la ricostruzione della chiesa nel Seicento, le reliquie furono traslate in un altro altare e dal 1949 si trovano nella cappella di testata della navata sinistra.
Siccome il teschio di sant'Onorio presenta una frattura verticale, per tradizione si vuole che la sua devozione porti sollievo al mal di testa. È quindi consuetudine, soprattutto durante la festività dei due santi patroni della città, che i fedeli preghino all'altare infilando la testa in una delle due nicchie che si aprono sui fianchi dell'altare, a quanto pare da sempre utilizzate per questo scopo.
È raffigurato sul trittico di sant'Onorio, opera lapidea della metà del Quattrocento.